# Krystal
 Der er for få eller ingen kildehenvisninger i denne artikel, hvilket er et problem. Du kan hjælpe ved at angive troværdige kilder til de påstande, som fremføres i artiklen.

 For alternative betydninger, se Krystal (flertydig). (Se også artikler, som begynder med Krystal)
En krystal er et fast stof hvor de indgående atomer, molekyler eller ioner er ordnet i et gentagende mønster i alle rumlige dimensioner - se krystalstruktur.
Mange stoffer på væskeform vil danne krystaller når de som følge af ændringer i temperatur eller tryk omdannes til faste stoffer.
Køkkensalt og sukker er dagligdagseksempler på krystallinske stoffer, men også metaller, mineraler og is er krystallinske. Ofte vil der være tale om polykrystallinske forbindelser, hvor et stof består af forskellige sammenvoksede enkrystaller.
De største enkelte krystaller, længere end 10 meter, findes i en underjordisk hule kaldet Cueva de los cristales (es) "Krystalgrotten" i  Mexico og består af kalciumsulfat. Den størst kendte geode (en) er Geoda de Pulpí (es) i Pulpí i Spanien, der indeholder de næststørste kendte krystaller: også kalciumsulfat på op til 2 meter.